# حاجی بلخان
حاجی بلخان، روستایی است از توابع بخش مرکزی شهرستان گنبد کاووس در استان گلستان ایران.
حاجی بلخان روستای از توابع شهرستان گنبد کاووس در استان سرسبز گلستان روستای با مساحت حدود 80 هکتار با مزارع زیبا در نزدیکی رشته کوه البرز واقع در بین سه شهر گنبد آزادشهر مینودشت میباشد .قدمت روستای حاجی بالخان حدود بیش از 175(1223ه.ش) سال می باشد.
جاهای دیدنی روستای حاجی بلخان عبارت از:
دشتی سرسبز.چشمه های زیر زمینی.تپه های باستانی. شالیزارهای زیبا. قنات های باستانی .فرودگاه قدیمی و باغ امیری که یکی از دیدنی ترین باغهای گلستان میباشد.
70% شغل مردم این روستا کشاورزی . دامپروری و بقیه هم در کارهای فنی و ... هستند.
آب و هوای روستای حاجی بلخان در تابستان خیلی گرم (55درجه)و در زمستان تا حدودی سرد(10-درجه)است.بهترین زمان برای بازدید در فصل بهار می تواند باشد که با هوای معتدل می توان نهایت لذت از این روستای دلگرم را برد.
روستای شهید پرور حاجی بلخان دو شهید از جنگ هشت سال دفاع مقدس را به جا گذاشته است.
نشانی اینستاگرام:https://www.instagram.com/explore/locations/241523323/haji-balkhan-mazandaran-iran

## جمعیت
این روستا در دهستان فجر قرار داشته و براساس سرشماری جمعیت آن 1873نفر (390خانوار) ‌است.